# Prado Kelly
José Eduardo do Prado Kelly (Niterói, 10 de setembro de 1904 — Rio de Janeiro, 11 de novembro de 1986) foi um advogado, jurista, poeta, jornalista e magistrado brasileiro. Foi deputado federal, ministro da Justiça, presidente nacional da Ordem dos Advogados do Brasil e ministro do Supremo Tribunal Federal (STF).
Seu pai, Otávio Kelly, também foi ministro do STF.

## Biografia
Filho de Otávio Kelly e Angelina do Prado, fez o estudo básico no Colégio Pedro II e depois ingressou na Faculdade de Direito do Rio de Janeiro, formando-se em 1926. Na juventude, dedicou-se à poesia, tendo sido premiado pela Academia Brasileira de Letras, por Tumulto e Alma das Coisas, com 15 anos.
Foi eleito deputado à Assembléia Nacional Constituinte de 1933, participando da Comissão de Constituição.
Na Assembléia Nacional Constituinte de 1946, foi vice-presidente da comissão da constituição, presidida por Nereu Ramos. Nesta constituinte, foi votada a emenda no 3 165 de autoria do deputado Miguel Couto Filho que, sem circunlóquios, dizia: "É proibida a entrada no país de imigrantes japoneses de qualquer idade e de qualquer procedência". O senador Luiz Carlos Prestes fez com que o Partido Comunista Brasileiro fechasse questão a favor da emenda e deputados como Jorge Amado e João Amazonas votaram a seu favor. O deputado José Eduardo do Prado Kelly opôs-se veementemente, discursou que a emenda a "amesquinharia a nossa obra" e propôs que, se aprovada, ela fosse deslocada para as disposições transitórias. Tal emenda obteve votação empatada com 99 votos contra e 99 votos a favor, cabendo ao presidente da Assembléia, Melo Viana, dar o voto de Minerva que a rejeitou. Foi eleito novamente em 1955, tendo sido presidente da União Democrática Nacional, entre 1948 e 1949.
Foi ministro da Justiça, de 18 de abril a 7 de novembro de 1955, no governo de Café Filho, e de 8 de novembro de 1955 a 11 de novembro de 1955, no curto mandato de Carlos Luz.
Advogado, foi membro ativo da Ordem dos Advogados do Brasil, onde integrou o Conselho Federal, foi presidente da seção da Guanabara (1959) e presidente do Conselho Federal (1960-1962). Também foi membro ativo do Instituto dos Advogados Brasileiros.
Foi nomeado ministro do Supremo Tribunal Federal, em 1965, pelo presidente Castelo Branco, chegando ao mesmo tribunal de que participara seu pai, Otávio Kelly, tendo sido a primeira vez que isso ocorreu na história da suprema corte.
Também exerceu o jornalismo, trabalhando para o jornal A Noite. Em 1981 entrou para a Academia Carioca de Letras.

## Obras
- Estudos de Ciência Política (1966)
- Missão do Advogado (1977)
- Limitações do arbítrio policial (1923)
- O teatro, os menores e a lei (1928)
- Sociedade Brasileira de Empresários Teatrais (1928)
- O monopólio da gasolina (1928)
- Processo Mário Rodrigues (1929)
- Das pessoas jurídicas e da validade dos estatutos (1929)
- Um criminoso astuto e afortunado (1930)
- Usufruto e fideicomisso (1931)
- Para evitar um erro judiciário (1931)
- Do auto da arrematação (1932)
- Do interdito recuperatório (1933)
- Da posse e dos interditos possessórios (1933)
- A honra dos magistrados e o dano social da calúnia (1933)
- A questão do morro de Santo Antônio (1937)
- Correição e poder disciplinar (1938)
- Exceções de suspeição e incompetência (1939)
- Réplica: as observações da Corregedoria (1939)
- Filiação adulterina – incapacidade para suceder (1939)
- Renovação de contrato de sublocação predial (1941)
- Direito constitucional (1966)
- Fascínio da democracia (1977)
- Tumulto e Alma das Coisas (1919), poesia
- Ode a um príncipe (1923), poesia
- Últimas sombras (1924), poesia
- Poesias (1934)
- Crônicas de nossos dias (1937)